# David Wright (arquitecto)
David Wright, es un arquitecto norteamericano, escritor y académico. Integra el grupo de pioneros de la arquitectura solar pasiva, siendo referente en su campo.

## Reseña biográfica
Se graduó de arquitecto en la Escuela de Arquitectura de la Cal Poly State University̺ en la década de 1960. Luego pasó dos años en África como Arquitecto del Cuerpo de Paz. Continuó su formación en la Universidad de Utah, en el estudio de la arquitectura del desierto y de la cultura árabe. 
Como fue asignado a Túnez y Guinea, dos culturas muy diferentes y zonas climáticas, donde quedó fascinado con el clima, sensibilizándose con la arquitectura local y completó varios proyectos. En África, comenzó a diseñar con recursos locales y elementos del clima, incluyendo la calefacción solar natural y refrigeración. Un conocimiento que mezcla el arte con la ciencia empírica ya olvidada en el mundo occidental modernizado.
Cuando regresa a EE. UU. y completa sus requisitos de licencia de arquitectura, se instala en Santa Fe, Nuevo México, sede de las antiguas culturas indígenas Anasazi y Pueblo. Allí, comienza a desarrollar construcciones basadas en el diseño bioclimático, que se desarrolló en el diseño solar pasivo. En la década de 1970, el embargo petrolero árabe precipitó la primera crisis energética mundial y la idea de la energía alternativa, y la arquitectura solar pasiva, se pusieron en marcha en todo el mundo. Esto ayudó a difundir su arquitectura en Santa Fe.
En 1978, después de diseñar y monitorear una serie de casas solares pasivas, David publica su primer libro: Natural Solar Architecture: A Passive Primer. Comienza una carrera de diseño de forma de calentar y refrescar de manera natural edificios en todo el país. En 1978, regresó a su estado natal de California y ha vivido y trabajado en las estribaciones de las montañas de Sierra Nevada, desde entonces. 
El conocimiento de su trabajo, y el trabajo de algunos otros pioneros solares, repartidos por todo el mundo lo convirtió en el fundamento del Diseño Arquitectónico Sustentable. Que, cuando se combina con la tecnología y materiales modernos, viene revolucionando el entorno construido internacional. Construyó más de 500 casas.
David ha escrito tres libros sobre arquitectura solar pasiva. Su último es el Passive Solar Primer: Sustainable Architecture. También ha escrito numerosos artículos, entre ellos  "Passive Solar Design Basics" para MOTHER EARTH NEWS.
Su trabajo, que combina un profundo conocimiento de las tradiciones regionales con experiencia en tecnología solar, ha aparecido en The Wall Street Journal, National Geographic, Los Angeles Times, y la revista Sunset.

## Premios
- Northern California Solar Energy Association — Award 1976
- Sunset Magazine, 1977 — AIA Western Home Award, Sundown Residence
- HUD National Passive Solar Design Competition, August, 1978 — Jurado
- First European Passive Solar Competition for the European Economic Community, Sept 14-17, 1980, London England — Jurado
- Alaska Energy Efficient Housing Competition, Anchorage, Alaska June, 1981 — Jurado
- California Polytechnic State University, San Luis Obispo, CA , 1982 — Architecture Engineering Alumnus of the Year
- American Solar Energy Society, 1983 Passive Solar “Mr. Natural” Award
- Stan Halls Annual Architecture Award, Nevada City, CA, 1989 — Mountain Pastimes, Spring Street
- Stan Halls Annual Architecture Award, Nevada City, CA, 1992 — Black Thorns, North Pine Street
- Stan Halls Annual Architecture Award, Nevada City, CA, 1993 — Deer Creek Cafe, Sacramento Street
- National Passive Solar Conference, 1998 — Solar Masters Presentation
- SIPA Building Excellence Award Competition, 2002 — Overall winner, Fenner Residence
- Tahoe Quarterly, 2004 — Mountain Homes Award Winner, Mitchell Cabin
- American Solar Energy Society Conference, 2008 — Passive Solar Pioneer Award 2007[1]